# Saint-Caprais-de-Bordeaux
Saint-Caprais-de-Bordeaux è un comune francese di 2 748 abitanti situato nel dipartimento della Gironda nella regione della Nuova Aquitania.

## Società

### Evoluzione demografica
Abitanti censiti